# ورزش سه
ورزش سه یک وبگاه خبری ورزشی به زبان فارسی است که در سال ۱۳۸۹ آغاز به کار کرد.

## پیشینه
این وبسایت از محصولات مؤسسه دانش بنیان محتواپردازان فراکاو است.

## ویژگی‌ها
ورزش سه تنها در فوتبال تمرکز ندارد و دیگر ورزش‌ها را نیز پوشش می‌دهد. ولی بیشتر اخبار فوتبالی مربوط به سرخابی های پایتخت می باشد و کامنت های منفی پرسپولیس را منتشر نمی کند همچنین نام نویسنده پست‌ها مشخص نیست و امکان ثبت دیدگاه برای همه بازدیدکنندگان وبگاه وجود ندارد. این وبگاه عکاس اختصاصی دارد و در برخی پست‌ها نیز عکس‌های دیگر  عکاسان ایرانی را قرار می‌دهد.
از ۲۴ مهر ۱۴۰۱، بر پایه اعلام این وبگاه، نتیجه‌ها و مسابقه‌های فوتبال زنان در ورزش سه پوشش می‌گیرند. در این اعلامیه آمده بود که این، همانند پوششی خواهد بود که فوتبال مردان در این وبگاه می‌گیرد. در نمونه‌ای از تولید محتوای اختصاصی ورزش زنان در ایران، این وبگاه در مهر ۱۴۰۲، مصاحبه‌ای اختصاصی با ستارگان تیم ملی فوتبال زنان ایران، منتشر کرد.